# Berejne, Haisîn
Berejne (în ucraineană Бережне) este un sat în comuna Kușciînți din raionul Haisîn, regiunea Vinnița, Ucraina.

## Demografie
Componența lingvistică a localității Berejne
     Ucraineană (98,41%)
     Rusă (1,59%)
Conform recensământului din 2001, majoritatea populației localității Berejne era vorbitoare de ucraineană (98,41%), existând în minoritate și vorbitori de rusă (1,59%).